# Campylocentrum
Campylocentrum és un gènere de rares orquídies epífites o d'hàbits terrestres, originàries de Centreamèrica i Sud-amèrica.

## Distribució
Hi ha prop de seixanta espècies de Campylocentrum disperses en tota l'Amèrica tropical i subtropical. Al voltant de la meitat de les espècies es troben al Brasil.

## Descripció
Es tracta d'un tipus de microorquídies creixentment monopòdic, epífites o terrestres, que inclou espècies morfològiques que rares vegades es troben entre les orquídies, com és l'absència de fulles. Aquestes característiques, comunes a molt pocs gèneres, ens permeten identificar fàcilment aquest gènere. No obstant això, en la majoria de les espècies de Campylocentrum les flors són petites i molt similars, per la qual cosa moltes vegades es fa difícil identificar una espècie en concret..
En l'aspecte de la vegetació es pot dividir en tres grups diferents. El primer està format per plantes que es componen només de les arrels. Les seves tiges i fulles es van atrofiar i són difícils d'identificar. En aquest grup, les arrels tenen clorofil·la i realitzen les funcions de les fulles.
El segon grup, representat pel menor nombre d'espècies, posseeix tiges semblants a arrels, però sense fulles, o amb fulles atrofiades dístiques que s'assemblen a escates. En aquest grup d'espècies només es produeixen al Brasil Campylocentrum poeppigii (Rchb.f.) Rolfe.
Finalment, les plantes amb aparença més comuna, semblant a Renanthera en miniatura, amb fulles alternes, grans o petites, generalment planes, llargues i de vegades cilíndriques, les arrels adventícies gruixudes i les tiges llenyoses. Les seves tiges poden créixer al llarg d'uns pocs anys. Però en general tendeixen a produir els seus brots de les seccions més antigues, d'igual forma que les plantes monopòdiques. Algunes de les espècies en aquest grup pot presentar creixement fasciculat. Aquest és el grup més gran al Brasil.
La inflorescència de Campylocentrum és generalment breu, amb les flors disposades a només un o els dos costats; són molt petites, en general amb color blanc, crema o lleugerament rosat. El seu llavi està proveït d'un esperó curt, recte o corb, com en tots els membres de la tribu Angraecinae. De fet, les flors, malgrat la seva petita grandària, s'assemblen molt a les flors d'Angraecum. La columna de les flors és curta i té dues ceroses pol·línies.

## Taxonomia
El gènere va ser proposat per Bentham al Journal of the Linnean Society, Botany 18 (110): 337 al 1881 per substituir al gènere Todaroa proposat per Rich. i Galeotti en la descripció de l'espècie tipus Todaroa micrantha. El gènere Todaroa no és vàlid perquè és el mateix nom creat per Parl. per a un gènere de la família de les Apiàcies.
Etimologia
El nom d'aquest gènere es deriva de la llatinització de dues paraules gregues: καμπύλος (Kampyle), que significa "tort" i κέντρον, que significa "punta" o "picar", referint-se a l'esperó que existeix a la vora de les flors..

## Espècies deCampylocentrum
1. Campylocentrum aciculatum (Rchb.f. & Warm.) Cogn., Fl. Bras. 3(6): 516 (1906).
2. Campylocentrum acutilobum Cogn., Fl. Bras. 3(6): 510 (1906).
3. Campylocentrum amazonicum Cogn., Fl. Bras. 3(6): 521 (1906).
4. Campylocentrum apiculatum Schltr., Repert. Spec. Nov. Regni Veg. 27: 84 (1929).
5. Campylocentrum ariza-juliae Ames, Bot. Mus. Leafl. 6: 23 (1938).
6. Campylocentrum aromaticum Barb.Rodr., Contr. Jard. Bot. Rio de Janeiro 4: 103 (1907).
7. Campylocentrum asplundii Dodson, Orquideologia 19: 79 (1993).
8. Campylocentrum bonifaziae Dodson, Orquideologia 22: 191 (2003).
9. Campylocentrum brachycarpum Cogn., Fl. Bras. 3(6): 512 (1906).
10. Campylocentrum brenesii Schltr., Repert. Spec. Nov. Regni Veg. Beih. 19: 268 (1923).
11. Campylocentrum callistachyum Cogn., Fl. Bras. 3(6): 514 (1906).
12. Campylocentrum colombianum Schltr., Repert. Spec. Nov. Regni Veg. Beih. 7: 205 (1920).
13. Campylocentrum cornejoi Dodson, Orquideologia 22: 192 (2003).
14. Campylocentrum crassirhizum Hoehne, Arq. Bot. Estado São Paulo, n.s., f.m., 1: 44 (1939).
15. Campylocentrum densiflorum Cogn., Fl. Bras. 3(6): 511 (1906).
16. Campylocentrum ecuadorense Schltr., Repert. Spec. Nov. Regni Veg. Beih. 8: 171 (1921).
17. Campylocentrum embreei Dodson, Orquideologia 19: 81 (1993).
18. Campylocentrum fasciola (Lindl.) Cogn., Fl. Bras. 3(6): 520 (1906).
19. Campylocentrum gracile Cogn., Fl. Bras. 3(6): 513 (1906).
20. Campylocentrum grisebachii Cogn., Fl. Bras. 3(6): 522 (1906).
21. Campylocentrum hasslerianum Hoehne, Arq. Bot. Estado São Paulo, n.s., f.m., 1: 23 (1938).
22. Campylocentrum helorrhizum (Dod) Nir, Orchid. Antill.: 59 (2000).
23. Campylocentrum hirtellum Cogn., Fl. Bras. 3(6): 521 (1906).
24. Campylocentrum hirtzii Dodson, Icon. Pl. Trop., II, 5: t. 409 (1989).
25. Campylocentrum hondurense Ames, Schedul. Orchid. 5: 37 (1923).
26. Campylocentrum huebneri Mansf., Notizbl. Bot. Gart. Berlin-Dahlem 10: 382 (1928).
27. Campylocentrum huebnerioides D.E.Benn. & Christenson, Icon. Orchid. Peruv.: t. 408 (1998).
28. Campylocentrum iglesiasii Brade, Arq. Serv. Florest. 1(2): 2 (1941).
29. Campylocentrum intermedium (Rchb.f. & Warm.) Rolfe, Orchid Rev. 11: 245 (1903).
30. Campylocentrum latifolium Cogn., Fl. Bras. 3(6): 509 (1906).
31. Campylocentrum linearifolium Schltr. ex Mansf., Repert. Spec. Nov. Regni Veg. 24: 246 (1928).
32. Campylocentrum madisonii Dodson, Icon. Pl. Trop., II, 5: t. 410 (1989).
33. Campylocentrum micranthum (Lindl.) Rolfe, Orchid Rev. 9: 136 (1901).
34. Campylocentrum microphyllum Ames & Correll, Bot. Mus. Leafl. 10: 88 (1942).
35. Campylocentrum minus Fawc. & Rendle, J. Bot. 47: 127 (1909).
36. Campylocentrum minutum C.Schweinf., Amer. Orchid Soc. Bull. 17: 108 (1948).
37. Campylocentrum natalieae Carnevali & I.Ramírez, BioLlania, Ed. Espec. 6: 282 (1997).
38. Campylocentrum neglectum (Rchb.f. & Warm.) Cogn., Bull. Herb. Boissier, II, 1: 425 (1901).
39. Campylocentrum organense (Rchb.f.) Rolfe, Orchid Rev. 11: 245 (1903).
40. Campylocentrum ornithorrhynchum (Lindl.) Rolfe, Orchid Rev. 11: 246 (1903).
41. Campylocentrum pachyrrhizum (Rchb.f.) Rolfe, Orchid Rev. 11: 246 (1903).
42. Campylocentrum panamense Ames, Orchidaceae 7: 88 (1922).
43. Campylocentrum parahybunense (Barb.Rodr.) Rolfe, Orchid Rev. 11: 246 (1903).
44. Campylocentrum pauloense Hoehne & Schltr., Arch. Bot. São Paulo 1: 297 (1926).
45. Campylocentrum pernambucense Hoehne, Arq. Bot. Estado São Paulo, n.s., f.m., 1: 22 (1938).
46. Campylocentrum poeppigii (Rchb.f.) Rolfe, Orchid Rev. 11: 246 (1903).
47. Campylocentrum polystachyum Rolfe, Orchid Rev. 11: 245 (1903).
48. Campylocentrum pubirhachis Schltr., Anexos Mem. Inst. Butantan, Secç. Bot. 1(55): 67 (1922).
49. Campylocentrum pugioniforme (Klotzsch) Rolfe, Orchid Rev. 11: 245 (1903).
50. Campylocentrum puyense Dodson, Orquideologia 22: 195 (2003).
51. Campylocentrum pygmaeum Cogn. in I.Urban, Symb. Antill. 4: 183 (1903).
52. Campylocentrum rimbachii Schltr., Repert. Spec. Nov. Regni Veg. Beih. 8: 172 (1921).
53. Campylocentrum robustum Cogn., Fl. Bras. 3(6): 509 (1906).
54. Campylocentrum schiedei (Rchb.f.) Benth. ex Hemsl., Biol. Cent.-Amer., Bot. 3: 292 (1884).
55. Campylocentrum schneeanum Foldats, Bol. Soc. Venez. Ci. Nat. 22: 274 (1961).
56. Campylocentrum sellowii (Rchb.f.) Rolfe, Orchid Rev. 11: 246 (1903).
57. Campylocentrum spannagelii Hoehne, Arq. Bot. Estado São Paulo, n.s., f.m., 1: 22 (1938).
58. Campylocentrum steyermarkii Foldats, Acta Bot. Venez. 3: 316 (1968).
59. Campylocentrum tenellum Todzia, Ann. Missouri Bot. Gard. 72: 877 (1985).
60. Campylocentrum tenue (Lindl.) Rolfe, Orchid Rev. 11: 246 (1903).
61. Campylocentrum tyrridion Garay & Dunst., Venez. Orchids Ill. 2: 54 (1961).
62. Campylocentrum ulaei Cogn., Fl. Bras. 3(6): 514 (1906).
63. Campylocentrum wawrae (Rchb.f. ex Beck) Rolfe, Orchid Rev. 11: 246 (1903).
64. Campylocentrum zehntneri Schltr., Repert. Spec. Nov. Regni Veg. 21: 342 (1925).